# کارل اربن
کارل-هاینتس اربن (به انگلیسی: Karl-Heinz Urban) یک بازیگر نیوزلندی است. حرفه او با حضور در فیلم‌ها و سریال‌های نیوزیلندی مانند زینا: شاهدخت جنگجو آغاز شد. اولین نقش او در هالیوود در فیلم ترسناک کشتی ارواح در سال ۲۰۰۲ بود. وی از آن زمان در بسیاری از فیلم‌های مطرح سینمایی از جمله قسمت دوم و سوم از سه‌گانهٔ ارباب حلقه‌ها در نقش ایومر ظاهر شده‌است. او همچنین لئونارد مک‌کوی را در مجموعه فیلم‌های راه‌اندازی مجدد پیشتازان فضا، واکو در سری فیلم‌های ریدیک، قاضی درد در درد، و جلاد در ثور: رگناروک از مارول استودیوز را به تصویر کشیده‌است. او در سال ۲۰۱۳ در سریال علمی تخیلی آلموست هیومن بازی کرد. از سال ۲۰۱۹، او به عنوان قهرمان اصلی بیلی بوچر در سریال تلویزیونی اینترنتی ابرقهرمانی پسران از آمازون بازی کرده‌است.

## اوایل زندگی
اربن در ولینگتون نیوزلند متولد شد. پدرش که یک مهاجر آلمانی بود، صاحب یک فروشگاه کالاهای چرمی بود و مادرش زمانی برای تأسیسات فیلم در ولینگتون کار می‌کرد. اربن جوان از طریق مادرش به سینمای کلاسیک نیوزلند معرفی شد و به صنعت فیلم علاقه‌مند شد. اربن در مدرسه کلیسای سنت مارک حضور یافت و در آنجا عشق خود را به اجرای عمومی کشف کرد. نخستین نقش بازیگری او در هشت سالگی بود، زمانی که در یک قسمت از سریال تلویزیونی نیوزیلندی زن پیشگام فقط یک خط داشت. او با اینکه به شرکت در تولیدات صحنه در مدرسه‌اش ادامه داد، اما تا بعد از دبیرستان دوباره به‌طور حرفه‌ای بازی نکرد.
اربن در سال‌های ۱۹۸۶–۱۹۹۰ در کالج ولینگتون تحصیل کرد. او سپس در دانشگاه ویکتوریا در ولینگتون در برنامه لیسانس هنر ثبت نام کرد، اما پس از یک سال آن را ترک کرد تا حرفهٔ بازیگری را دنبال کند. در طی چند سال بعد، او در چندین آگهی تلویزیونی محلی علاوه بر نقش‌های تئاتر در منطقه ولینگتون ظاهر شد. او در نهایت به اوکلند نقل مکان کرد و در آنجا نقش‌های مهمان بسیاری در برنامه‌های تلویزیونی به او پیشنهاد شد (یکی از آنها بازی یک معتاد به هروئین در درام پلیسی کوسه در پارک بود). سپس اربن در سال ۱۹۹۵ برای مدت کوتاهی به بوندای بیچ، سیدنی، استرالیا نقل مکان کرد و در سال بعد به نیوزیلند بازگشت.

## فیلم‌شناسی

### فیلم
| سال  | عنوان                           | نقش                | یادداشت‌ها |
| ---- | ------------------------------- | ------------------ | --- |
| ۱۹۹۲ | چونوک بیر                       | سرباز ولینگتون     | |
| ۱۹۹۸ | بهشت                            | رفتگر              | انگلیسی: Heaven |
| ۱۹۹۸ | از طریق ماهواره                 | پاول               | انگلیسی: Via Satellite |
| ۲۰۰۰ | حقیقت انکارناپذیر دربارهٔ شیاطین | هری بالارد         | |
| ۲۰۰۰ | قیمت شیر                        | راب                | |
| ۲۰۰۲ | کشتی ارواح                      | موندر              | |
| ۲۰۰۲ | ارباب حلقه‌ها: دو برج            | ایومر              | |
| ۲۰۰۳ | ارباب حلقه‌ها: بازگشت پادشاه     | ایومر              | جایزه گزینش منتقدان برای بهترین گروه بازیگری جایزه هیئت ملی بازبینی برای بهترین گروه بازیگری جایزه انجمن بازیگران فیلم برای گروه بازیگران برجسته در یک فیلم سینمایی نامزد—جایزه انجمن منتقدان فیلم فونیکس برای بهترین بازیگر          |
| ۲۰۰۴ | سرگذشت ریدیک                    | سیبریوس واکو       | |
| ۲۰۰۴ | برتری بورن                      | کریل               | |
| ۲۰۰۵ | رستاخیز                         | جان «ریپر» گریم    | نامزد—جایزه اره‌برقی فانگوریا برای خونین‌ترین ضربات (با دوئین جانسون) |
| ۲۰۰۶ | غیرمنتظره                       | نیک هاروی          | برنده—جوایز فیلم و تلویزیون نیوزیلند برای بهترین بازیگر نقش مکمل مرد |
| ۲۰۰۷ | رهجو                            | گوست               | |
| ۲۰۰۹ | پیشتازان فضا                    | لئونارد مک‌کوی      | جایزه انجمن منتقدان فیلم بوستون برای بهترین بازیگر جایزه انجمن منتقدان فیلم دنور برای بهترین بازیگر نامزد—جایزه گزینش منتقدان برای بهترین گروه بازیگری نامزد—جایزه انجمن منتقدان فیلم منطقه واشینگتن دی.سی. برای بهترین گروه بازیگران |
| ۲۰۰۹ | ترانزیت بلک‌واتر                 | ارل پایک           | |
| ۲۰۱۰ | و به زودی تاریکی                | مایکل              | |
| ۲۰۱۰ | رد                              | ویلیام کوپر        | |
| ۲۰۱۱ | کشیش                            | بلک‌هَت              | |
| ۲۰۱۲ | درد                             | قاضی درد           | |
| ۲۰۱۳ | پیشتازان فضا به‌سوی تاریکی       | لئونارد مک‌کوی      | |
| ۲۰۱۳ | ریدیک                           | سیبریوس واکو       | کامئو |
| ۲۰۱۳ | قدم‌زدن با دایناسورها            | زک                 | |
| ۲۰۱۴ | لافت                            | وینسنت استیونز     | |
| ۲۰۱۶ | فراتر از پیشتازان فضا           | لئونارد مک کوی     | |
| ۲۰۱۶ | اژدهای پیت                      | گاوین ماگری        | |
| ۲۰۱۷ | ثور: رگناروک                    | جلاد               | |
| ۲۰۱۷ | بازی انتقام                     | افسر هنک استرود    | |
| ۲۰۱۷ | دارزن                           | کارآگاه ویل روینی  | |
| ۲۰۱۸ | خم شده                          | دنی گالاگر         | |
| ۲۰۱۹ | جنگ ستارگان: خیزش اسکای‌واکر     | طوفان تروپر        | کامئو |
| ۲۰۲۰ | پسران                           | ویلیام «بیلی» بوچر | فیلم کوتاه |
| ۲۰۲۲ | هیولای دریا                     | جیکوب هلند         | صداپیشه |

### تلویزیون
| سال        | عنوان                  | نقش                | یادداشت‌ها |
| ---------- | ---------------------- | ------------------ | --- |
| ۱۹۹۰       | کوسه در پارک           | روهان مرداک        | ۶ قسمت |
| ۱۹۹۲       | محدود به خانه          | تیم جانستون        | قسمت‌های نامشخص |
| ۱۹۹۳       | سپیددندان              | دیوید              | قسمت: «Tough Kid» |
| ۱۹۹۳–۱۹۹۴  | خیابان شورت‌لند         | امدادگر جیمی فارست | تکرارشونده |
| ۱۹۹۵       | سواری بالا             | جیمز وست وود       | قسمت‌های نامشخص |
| ۱۹۹۶       | هرکول: سفرهای افسانه‌ای | کوپیدو             | قسمت: «The Green-Eyed Monster» |
| ۱۹۹۶–۲۰۰۱  | زینا: شاهدخت جنگجو     | مایل               | قسمت: «Altared States» (فصل ۱) |
| ۱۹۹۶–۲۰۰۱  | زینا: شاهدخت جنگجو     | ژولیوس سزار        | ۸ قسمت (فصل ۲–۴, ۶) |
| ۱۹۹۶–۲۰۰۱  | زینا: شاهدخت جنگجو     | کوپید              | ۲ قسمت (فصل ۲) |
| ۱۹۹۶–۲۰۰۱  | زینا: شاهدخت جنگجو     | کور                | قسمت: «Lifeblood» (فصل ۵) |
| ۱۹۹۷       | بالایی‌های آمازون       | کور                | فیلم تلویزیونی؛ انگلیسی: Amazon High |
| ۱۹۹۸       | هرکول: سفرهای افسانه‌ای | ژولیوس سزار        | قسمت: «Render Unto Caesar» |
| ۲۰۰۰       | خصوصی‌ها                | سروان آران دراویک  | فیلم تلویزیونی؛ انگلیسی: The Privateers |
| ۲۰۰۸       | ماه کومانچ             | وودرو اف. کال      | مینی‌سریال |
| ۲۰۱۳       | آلموست هیومن           | آلموست هیومن       | ۱۳ قسمت |
| ۲۰۱۴       | پاپی‌های کوتاه          | الکس ترنبول        | قسمت: «Mary Ledbetter» |
| ۲۰۱۹–اکنون | پسران                  | ویلیام «بیلی» بوچر | نقش اصلی، ۲۴ قسمت. همچنین تهیه‌کننده. نامزد—بهترین بازیگر مرد در یک سریال ابرقهرمانی، جایزه برتر گزینش منتقدان نامزد—بهترین بازیگر مرد در سریال درام، انجمن منتقدان هالیوود |
| ۲۰۲۲       | آرک: مجموعه پویانمایی  | باب                | صداپیشه |

### بازی‌های ویدیوئی
| سال  | عنوان        | صداپیشه       | یادداشت‌ها    |
| ---- | ------------ | ------------- | ------------ |
| ۲۰۱۳ | پیشتازان فضا | لئونارد مک‌کوی | همچنین تشبیه |